# 보드민

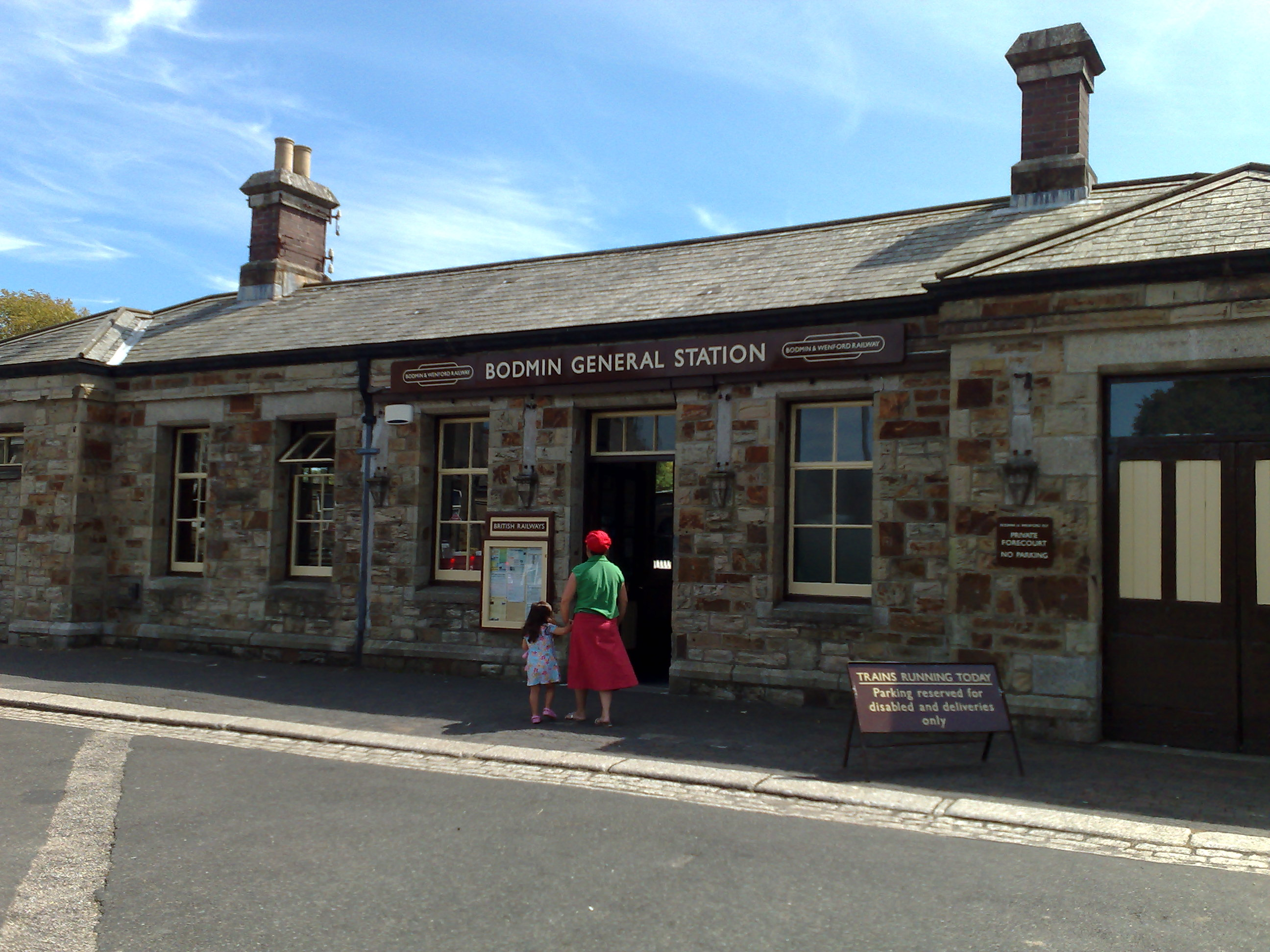

보드민(영어: Bodmin)은 잉글랜드 콘월주에 위치한 도시로 인구는 14,916명(2011년 기준)이다.